# John Milledge
John Milledge (Savannah, 1757 – Augusta, 9 febbraio 1818) è stato un politico statunitense.
Politico di spicco del panorama statunitense del primo XIX secolo, gli è intitolata la città di Milledgeville, capoluogo della Georgia fino a dopo la guerra civile americana.

## Biografia

### Origini
Nacque nel 1757 nella piantagione di famiglia, vicino a Savannah, da John Milledge Sr. e Ann Smith. Studiò privatamente legge, cominciando ad esercitare come avvocato subito prima dello scoppio della rivoluzione americana.
Ardente rivoluzionario, nel maggio 1775 prese parte assieme ad altri patrioti come Edward Telfair e William Gibbons nel raid dell'arsenale di Savannah, venendo quasi catturato ed impiccato come spia. Fu tra coloro che arrestarono l'ultimo governatore coloniale James Wright all'inizio del 1776, e dopo la presa di Savannah fuggì in Carolina del Sud, arruolandosi nella milizia rivoluzionaria e ottenendo il grado di colonnello. Partecipò alle campagne negli Stati del Sud, segnatamente all'assedio di Savannah del 1779 e alla conquista di Augusta nel 1782.

### Carriera politica
Dopo la guerra entrò in politica, venendo eletto alla Camera dei rappresentanti  nelle file del Partito Democratico-Repubblicano.
Si dimise dalla carica di rappresentante nel maggio 1802 per rientrare in Georgia, quando le dimissioni del governatore Josiah Tattnall per motivi di salute erano ormai imminenti, venendo eletto nel novembre successivo per sostituirlo. Durante il suo mandato migliorò la rete viaria georgiana costruendo una strada che portava fino al neocostituito Tennessee, riorganizzò la milizia statale e favorì la colonizzazione interna, poiché l'interno dello Stato era ancora semi-spopolato. L'espansione urbanistica e viaria fu possibile sottraendo terre ai nativi americani, e ciò causò numerose tensioni soprattutto con Creek e Cherokee.
Nel 1804 approvò la costruzione di una nuova capitale per la Georgia, che venne battezzata Milledgeville in suo onore. Avrebbe dovuto presiedere il trasferimento di capoluogo nel 1806, ma la morte improvvisa del popolare senatore ed ex-governatore James Jackson lo indusse a dimettersi anticipatamente per poterlo sostituire al Senato degli Stati Uniti.

### Ultimi anni e morte
Rimase a Washington fino al 1809, servendo anche come Presidente pro tempore del Senato degli Stati Uniti durante la transizione tra i presidenti Thomas Jefferson e James Madison. L'improvvisa malattia della moglie Martha Galphin lo spinse a nuove dimissioni per rientrare in Georgia, dove si risposò con Ann Lamar dopo la morte della moglie ritirandosi dalla politica.
Morì nella sua piantagione nel 1818. Aveva contribuito alla fondazione dell'Università della Georgia, donando alcuni terreni su cui poi era stato costruito l'ateneo.